# Gigi D’Agostino

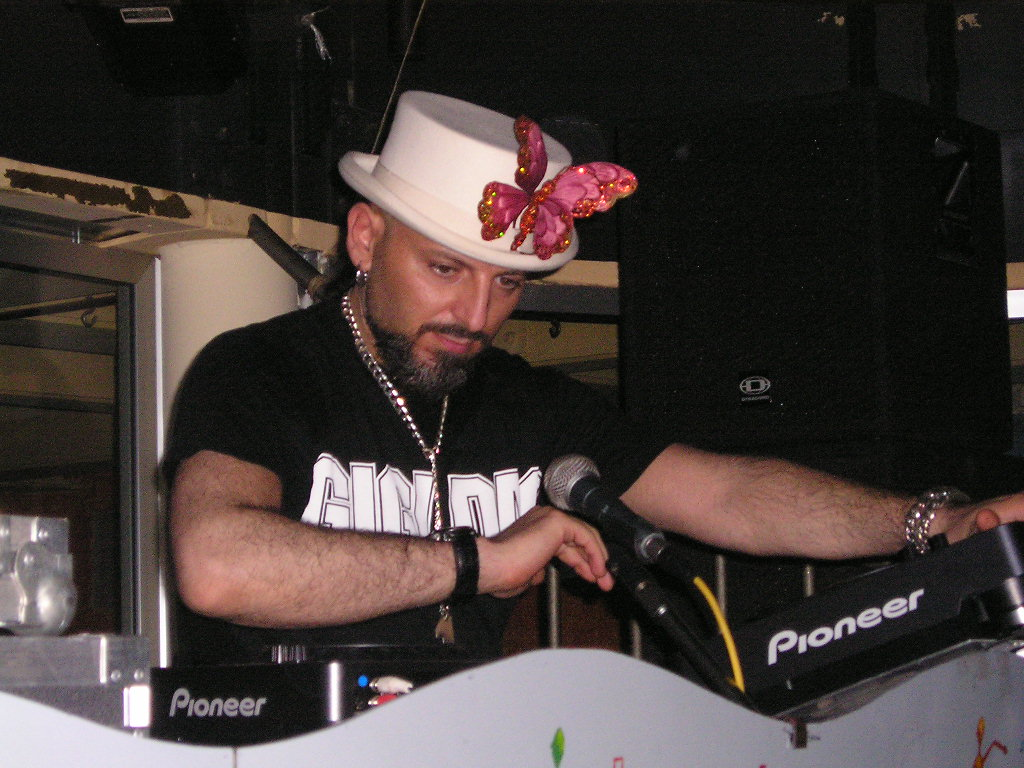
Gigi D’Agostino, 2007

Gigi D’Agostino (* 17. Dezember 1967 in Turin; eigentlich Luigino Celestino Di Agostino) ist ein italienischer DJ, Remixer und Musikproduzent. Er gilt als Ikone sowie Erfinder des Lento-Violento-Stiles und als bedeutender Interpret der Italo-Dance-Szene. International bekannt wurde er durch Lieder wie Bla Bla Bla, The Riddle, La Passion und L’amour toujours.

## Biografie

### Leben
D’Agostino wurde am 17. Dezember 1967 in Turin (Italien) als Sohn von Eltern aus Salerno geboren und verbrachte seine Kindheit zwischen Turin und Brescia. Bereits als Kind äußerte er den Wunsch, im Bereich der Discomusik aktiv zu werden. Er arbeitete später als Steinmetz, Zerspanungsmechaniker und Installateur. Parallel begann er als DJ, Partys in unterschiedlichen Clubs zu organisieren. Im Januar 2022 wurde bekannt, dass D’Agostino unter einer schweren Krankheit leidet, die ihn erheblich einschränkt. Nach einer knapp zweijährigen gesundheitsbedingten Auftrittspause will D'Agostino im Herbst 2024 erstmals wieder live auftreten.

### Bis Mitte der 1990er: Erste Erfahrung als DJ und Voyager
Sein Debüt gab er in dem Club Woodstock in der Nähe von Turin. Zwischen 1987 und 1992 war er Resident-DJ in den Clubs Palladio in Cascinette d’Ivrea und Le Palace in Turin. Von 1993 bis 1998 war Gigi D’Agostino als Resident-DJ in der Turiner Großdiscothek L’Ultimo Impero tätig. Seine Eigenart war es, Lieder langsamer als gewöhnlich zu spielen, was ihn zwar bekannt, aber nicht unbedingt beliebt beim Publikum und bei Kollegen machte. Später begann er, sich von diesem Stilmittel zu entfernen.
Im Jahr 1993 gründete er mit den italienischen Produzenten Sergio Datta und Maurizio De Stefani das Projekt Voyager. Gemeinsam veröffentlichten sie die Singles Hypnotribe, Baseball Furies und City of Night. Im Folgejahr erschien seine Debüt-Single Noise Maker Theme über das Plattenlabel „Noise Maker“ als Doppel-A-Seite mit einem Track von Daniele Gas. Mit diesem sowie auch dem Produktionsteam um Mauro Picotto veröffentlichte er im selben Jahr auch eine Reihe weiterer EPs. D’Agostino selber veröffentlichte zusätzlich einige Remix-Versionen der Veröffentlichungen. Eine Auswahl der Tracks erschien auch auf seinem ersten Album A Journey into Space, das in seinem Heimatland 1994 als Kompilationsalbum erschien. Auf dem Album war auch der Song Panic Mouse im Stress-Mix enthalten. Dieser Track gilt als Mitbegründer des Genres Lento Violento.

### 1996 bis 1998:Gigi D’Agostino

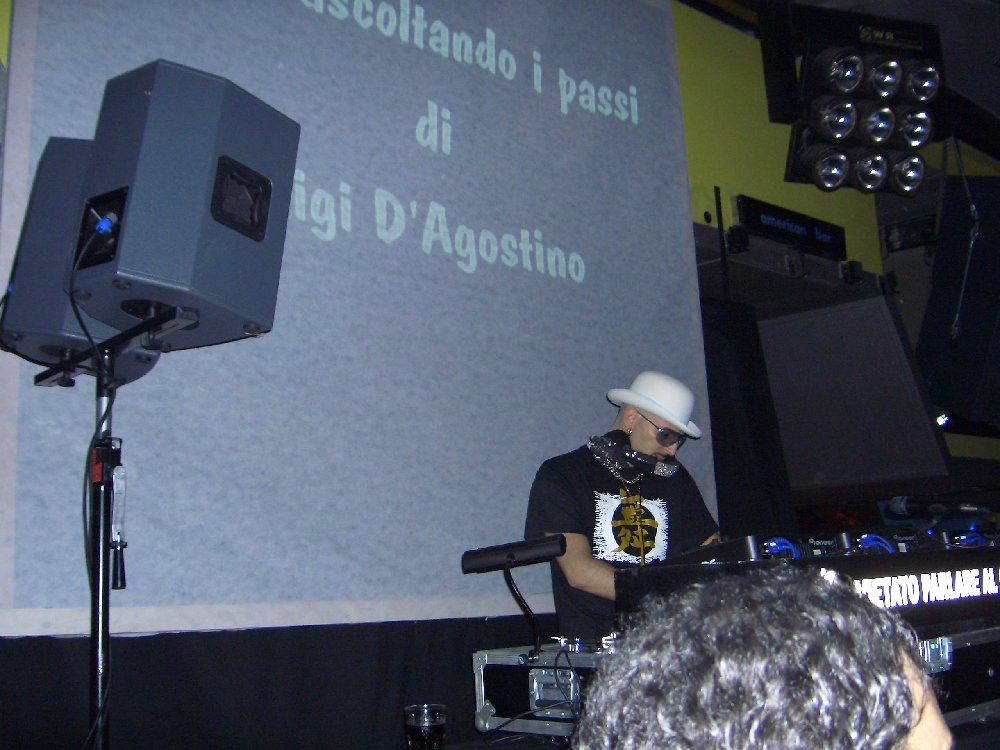
D’Agostino bei einem Konzert

Im Jahr 1996 veröffentlichte er das selbstbetitelte Studioalbum Gigi D’Agostino, das in Italien Platz 11 der Album-Charts erreichte. Für die Produktion des Longplayers trennte er sich von seinem bisherigen Produktionsteam und schloss sich mit dem Team um Bortolotti, dem Manager von „Media Records“ zusammen. Die daraus hervorgegangenen Singles Gigi’s Violin, New Year’s Day und Angel’s Symphony entwickelten sich zu kommerziellen Erfolgen und erreichten allesamt die Top-10 der italienischen Hitparade. Mit dem Lied Sweetly landete er einen ersten internationalen Erfolg. Der Song Fly prägte den Musikstil des Mediterranean Progressive ausschlaggebend. Hieraus ging auch die Gründung des Plattenlabel „BXR Noise Maker“ als Imprint von „Media Records“ hervor.
1997 entfernte er sich vom Mediterranean Progressive und gestaltete seine Tracks melodischer und verarbeitete neben progressiven Klängen auch Charakterzüge der Housemusik. Hieraus resultierte später der Musikstil Italodance. Im Zuge dessen veröffentlichte er die EP Gin Lemon, die unter anderem die Singles Gin Tonic, Gin Lemon und Music in einer Remix-Version enthielt. 1998 veröffentlichte er den aggressiver gestalteten Song Cuba Libre unter dem Pseudonym GG D’AG.

### 1999 bis 2003:L’Amour Toujours
Am 17. Mai 1999 veröffentlichte er das Lied Bla Bla Bla, das auf einem Vocalsample aus Why Did You Do It von Stretch basiert, als erste offizielle Single-Auskopplung seines kommenden Studioalbums. Diese entwickelte sich zu einem Erfolg in vielen westeuropäischen Ländern. Mitunter erreichte es die Top-10 in Deutschland und Österreich sowie Platz 15 in Frankreich. Im Vereinigten Königreich trat das Lied 2002 in die Single-Charts ein. Der Musiker beschrieb die Single als ein Stück, das er geschrieben hätte, als er „an all die Leute dachte, die reden und reden, ohne tatsächlich irgendetwas zu sagen!“
Parallel zu Bla Bla Bla erschien auch die zweite Single-Auskopplung The Riddle. Hierbei handelt es sich um eine Coverversion des gleichnamigen Liedes des britischen Musikers Nik Kershaw aus dem Jahr 1985. Als Sänger unterstützte ihn dabei Musiker Andrew Sarkeesian. The Riddle konnte den Erfolg beider Vorgänger toppen und entwickelte sich zu einem Top-10-Hit in unter anderem Deutschland, Frankreich, den Niederlanden und Belgien. Auch in Italien gelang ihm der Einstieg in die Hitparade. Bis heute (Stand: Mai 2024) zählt der Song auf YouTube über 96 Mio. sowie auf Spotify über 130 Millionen Aufrufe. Im selben Jahr veröffentlichte er das Album Eurodance Compilation, das fünf unveröffentlichte Tracks enthielt. Für diese Kompilation erhielt er eine Platin-Schallplatte und wurde bei den Italian Dance Awards als bester Produzent ausgezeichnet.
Im Juli 1999 veröffentlichte D’Agostino das Lied Another Way als dritte Single-Auskopplung. Dieses konnte sich insbesondere in den deutschsprachigen Ländern Europas kommerziell durchsetzen. Am 21. August 1999 erfolgte vorerst ausschließlich in Italien die Veröffentlichung seines zweiten Studioalbums L’Amour Toujours. Dieses bestand aus zwei CDs und enthielt neben den bisher erschienenen Singles eine Reihe weiterer Neuproduktionen sowie eine Auswahl an Lieder seiner letzten EP-Veröffentlichungen. Am 10. Januar 2000 wurde es europaweit und im Folgejahr zudem weltweit veröffentlicht. Der Longplayer erreichte Platz eins der österreichischen Album-Charts sowie die Top-10 der deutschen und niederländischen Album-Charts. Weltweit verkaufte es sich über 850.000 Mal.
Am 8. Oktober 2000 folgte das Lied La passion als vierte Single von L’amour toujours. Hierbei stand ihm Andrew Sarkeesian ein weiteres Mal als Gastsänger zur Seite. Die Melodie des Liedes basiert auf dem Lied Rectangle des französischen Musikers Jacno, weshalb der Original-Titel bei der Single-Version auch angegeben wurde. In Österreich, Belgien und Ungarn erreichte La Passion Platz eins der Single-Charts, während er in Deutschland, Irland und Rumänien auf Platz zwei stand. Zusätzlich erreichte D’Agostino mit dem Lied Platz 71 der Jahrzehnt-Charts Deutschlands. Für Aufmerksamkeit sorgte zusätzlich der englischsprachige Text der aus zusammenhangslosen Halbsätzen besteht. Wenige Monate später veröffentlichte er gemeinsam mit dem italienischen Radio-DJ Albertino das Lied Super (1, 2, 3), das sich insbesondere in Österreich, Spanien und Italien zu einem Erfolg entwickelte.
Am 8. Oktober 2001 erschien mit dem Lied L’amour toujours die letzte Single aus dem gleichnamigen Studioalbum. Diese wurde in den USA unter dem Titel I’ll Fly with You auf „Arista Records“ veröffentlicht. Der Song entwickelte sich zu einem weltweiten Erfolg. Während in neun europäischen Ländern die Top-10 der Single-Charts erreicht wurden, konnte D’Agostino erstmals die US-amerikanischen Billboard-Charts erreichen. Für das Radio wurde im selben Jahr eine kommerzielle Version des Liedes veröffentlicht. Auf Spotify zählt der Track über 100 Millionen Streams. Es folgten Neuauflagen der Lieder Noise Maker Theme, Put On Your Red Shoes und Bla Bla Bla.

### 2004 bis 2009:L’Amour Toujours II

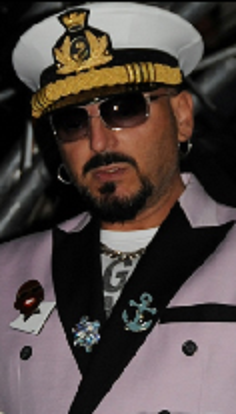
Gigi D’Agostino (2011)

Am 10. Dezember 2004 veröffentlichte D’Agostino sein drittes Studioalbum L’Amour Toujours II mit einer Reihe neuen Liedern sowie auch diversen von ihm produzierten Remixen. Des Weiteren war eine neue Version des Liedes L’Amour Toujours enthalten. Als erste Single-Auskopplung erschien das Lied Silence, das den Einstieg in die Top 20 der deutschen Single-Charts schaffte. In Österreich rückte es bis in die Top-10 vor. Es folgten die Lieder Gigi’s Goodnight, I Wonder Why und Wellfare als weitere Singles vom Album. Diese entwickelten sich in Österreich und Italien zu kleineren Erfolgen, während sie in Deutschland in der unteren Charthälfte landeten. Lediglich zu Silence und Wellfare wurden offizielle Musikvideos gedreht.
In Zusammenarbeit mit dem italienischen DJ und Produzenten Molella gründete er 2004 das Projekt Gigi & Molly, aus dem die beiden Instrumentalstücke Con il nastro rosa und Soleado hervorgingen. Letzteres basiert auf der Melodie des Stücks Soleado von Ciro Dammicco. Beiden Liedern gelang der Einstieg in die deutschen sowie die italienischen Single-Charts. Zwischen 2004 und 2005 erschien eine Reihe an Kompilationsalben. Zudem konzentrierte er sich vermehrt auf seine DJ-Tätigkeiten. Seine Radiosendung Il Cammino di Gigi D’Agostino lief von 2005 bis Mitte 2009 bei dem italienischen Radiosender m2o. Ab Oktober 2009 gestaltete D’Agostino eine weitere Sendung (Quello che mi piace) bei m2o, die im Dezember desselben Jahres wieder eingestellt wurde.
Zwischen 2009 und 2012 veröffentlichte er eine Neuauflage von Bla Bla Bla, die mit Bootmasters entstand, sowie zwei Remakes von L’amour toujours. Eines entstand gemeinsam mit dem britischen Produzenten Re-Con und das zweite in Zusammenarbeit mit dem Italiener Robbie Miraux. Des Weiteren erschien die Solo-Single Stay with Me.

### 2018:In My Mind
Am 26. Januar 2018 veröffentlichte der litauische Musikproduzent Dynoro das Lied In My Mind, das auf dem gleichnamigen Lied von Ivan Gough, Feenixpawl und Georgi Kay basiert. Zusätzlich ist im Drop die Melodie des Songs L’Amour Toujours zu hören, weshalb es zu urheberrechtlichen Auseinandersetzungen kam. Im Sommer 2018 erschien der Song als Re-Release, bei dem Gigi D’Agostino als Feature angegeben wird. Der Song entwickelte sich zu einem weltweiten Erfolg. In über 15 Ländern erreichte er die Spitze der Single-Charts und verkaufte sich über 2,5 Millionen Mal.

### 2020:Hollywood
Am 29. Mai 2020 erschien die Single Hollywood in Zusammenarbeit mit dem italienischen Produzenten und Songwriter LA Vision. Der Song erreichte Platz 2 der Single-Charts in Österreich sowie Platz 10 in Deutschland. Zudem konnte sich der Song auch in den Charts in Italien, Polen, Tschechien, Litauen, Estland, Kroatien und der Slowakei platzieren.

### 2024: Missbräuchliche Verwendung vonL’amour toujours
Etwa ab dem Jahr 2024 wurde D’Agostinos Lied L’amour toujours vor allem im deutschsprachigen Raum missbräuchlich für das Skandieren ausländerfeindlicher Parolen verwendet. Gigi D’Agostino stellte daraufhin klar, dass sein Lied eine Hymne an die Liebe sei; dies sei die einzige Bedeutung des Stücks. Das Problem sei Rassismus und dessen Verbreitung über soziale Netzwerke, nicht die Musik.
Das Lied erreichte aufgrund des gesteigerten Interesses im Rahmen der Berichterstattung erneut die deutschen Charts. Auf verschiedenen Veranstaltungen wurde die Aufführung des Liedes daraufhin untersagt. Von anderer Seite wurde das Abspielen des Liedes verteidigt. So unter anderem von Kulturstaatsministerin Claudia Roth, dem Berufsverband Discjockey oder diversen Radio-Sendern.

## Projekte
Gigi D’Agostino hat mittlerweile seinen Musikstil, den „Lento-Violento-Stil“, in verschiedene Projekte aufgeteilt, wovon jedes charakteristische Merkmale besitzt. Diese Projekte sind unter anderem:
- Dottor Dag
- Il Folklorista (ähnliches Coverprojekt wie Officina Emotiva)
- La Tana Del Suono (auch langsamer Stil, teilweise Textzitate aus anderen Songs)
- Lento Violento Man
- Love Transistor
- Officina Emotiva (Coverprojekt, das bekannte Songs im LV-Stil umsetzt)
- Onironauti
- Orchestra Maldestra (harte Bässe, Melodie kommt durch „Sprechgesang“ zustande)
- Uomo Suono (harte Bässe, charakteristische Rhythmen)

## Produktion und Kennzeichen
Seine Inspirationen nimmt D’Agostino aus vielen verschiedenen Musikrichtungen, darunter Funk, Industrial, Reggae, Soul, Jazz oder House. Er produziert teilweise auch Lieder seiner Kollegen; auf seiner Compilation Lento violento … e altre storie findet man unter anderem Lieder von Magic Melodien, Ludo Dream oder The Love Family.

Das Logo von Gigi D’Agostino

Das chinesische bzw. japanische Schriftzeichen (舞), welches er immer bei sich trägt und das auf fast jedem CD-Cover und vielen Fan-T-Shirts zu finden ist, wird wǔ (jap. mai) ausgesprochen und bedeutet zu Deutsch „der Tanz“ oder „tanzen“. Von den Fans wird es jedoch üblicherweise als „Mon“ bezeichnet.

## Diskografie
Studioalben

| Jahr | Titel               | Höchstplatzierung, Gesamtwochen, AuszeichnungChartplatzierungen (Jahr, Titel, Platzierungen, Wochen, Auszeichnungen, Anmerkungen) | Höchstplatzierung, Gesamtwochen, AuszeichnungChartplatzierungen (Jahr, Titel, Platzierungen, Wochen, Auszeichnungen, Anmerkungen) | Höchstplatzierung, Gesamtwochen, AuszeichnungChartplatzierungen (Jahr, Titel, Platzierungen, Wochen, Auszeichnungen, Anmerkungen) | Höchstplatzierung, Gesamtwochen, AuszeichnungChartplatzierungen (Jahr, Titel, Platzierungen, Wochen, Auszeichnungen, Anmerkungen) | Anmerkungen                             |
| Jahr | Titel               | DE | AT | CH | IT | Anmerkungen                             |
| ---- | ------------------- | --- | --- | --- | --- | --------------------------------------- |
| 1996 | Gigi D’Agostino     | — | — | — | IT11 (6 Wo.)IT | Erstveröffentlichung: 31. Mai 1996      |
| 1999 | L’amour toujours    | DE10 Platin · (54 Wo.)DE | AT1 ×3Dreifachplatin · (69 Wo.)AT                                                                                                 | CH53 (21 Wo.)CH | IT10 Gold · (16 Wo.)IT | Erstveröffentlichung: 21. August 1999   |
| 2004 | L’amour toujours II | DE65 (4 Wo.)DE | AT6 (10 Wo.)AT | — | IT52 (2 Wo.)IT | Erstveröffentlichung: 13. Dezember 2004 |